# Báp-têm dìm ngập nước

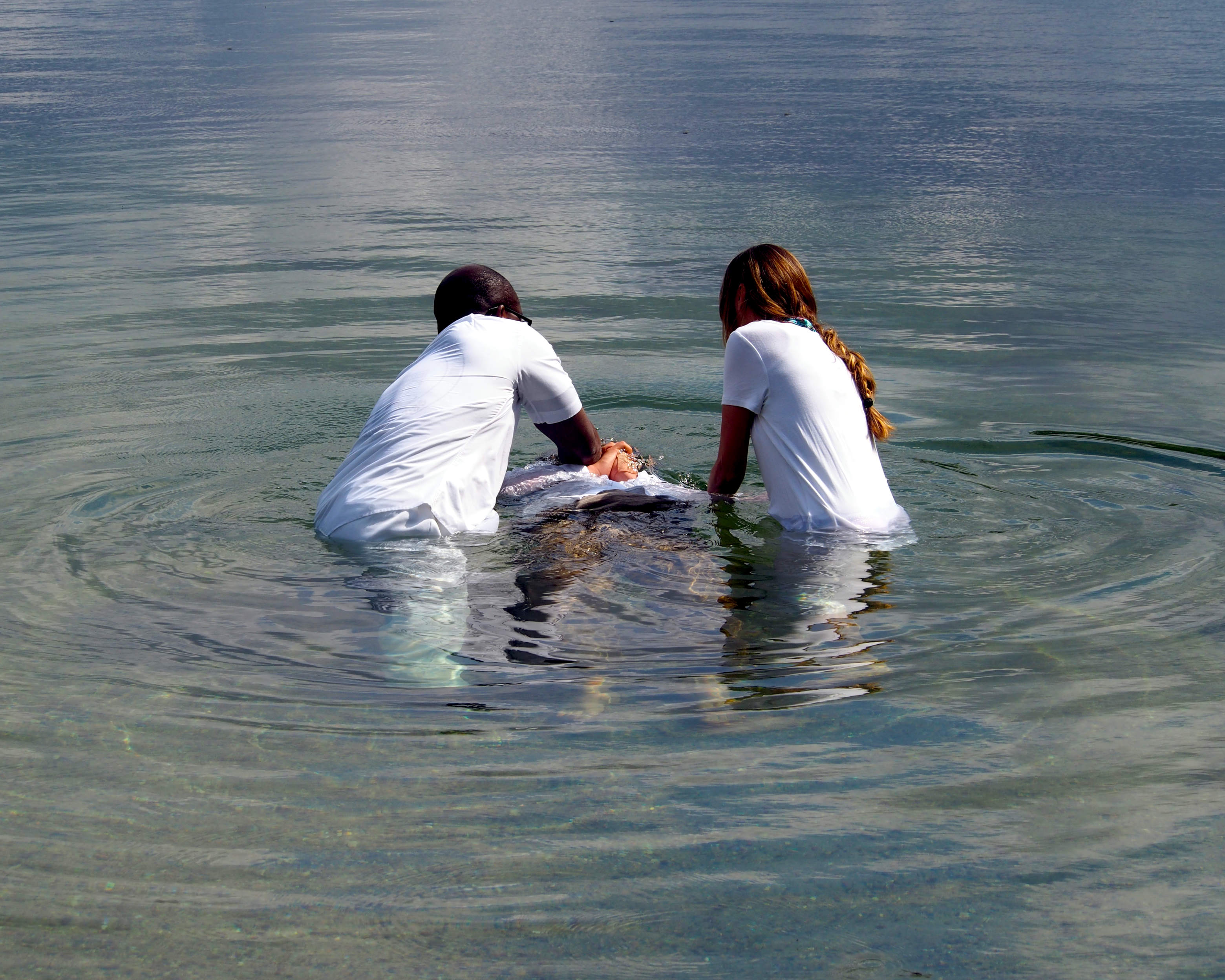
Thánh lễ Báp-têm trong thế kỉ XXI tại Đức.

Báp-têm dìm ngập nước (chữ Anh: Immersion baptism), hoặc gọi Báp-têm dìm mình, Báp-têm nhấn chìm, là một phương thức làm báp-têm, khác biệt với báp-têm đổ nước và báp-têm rảy nước. Hình thức này đôi khi được nhắc đến mà không làm rõ mức độ dìm xuống nước là hoàn toàn hay chỉ một phần, nhưng phổ biến nhất vẫn là cách hiểu toàn bộ thân thể người chịu báp-têm được nhấn chìm trong nước. Tuy nhiên, trong một số trường hợp, thuật ngữ này cũng được sử dụng (dù ít phổ biến hơn) để chỉ các hình thức báp-têm chỉ dìm một phần cơ thể.

## Tóm tắt

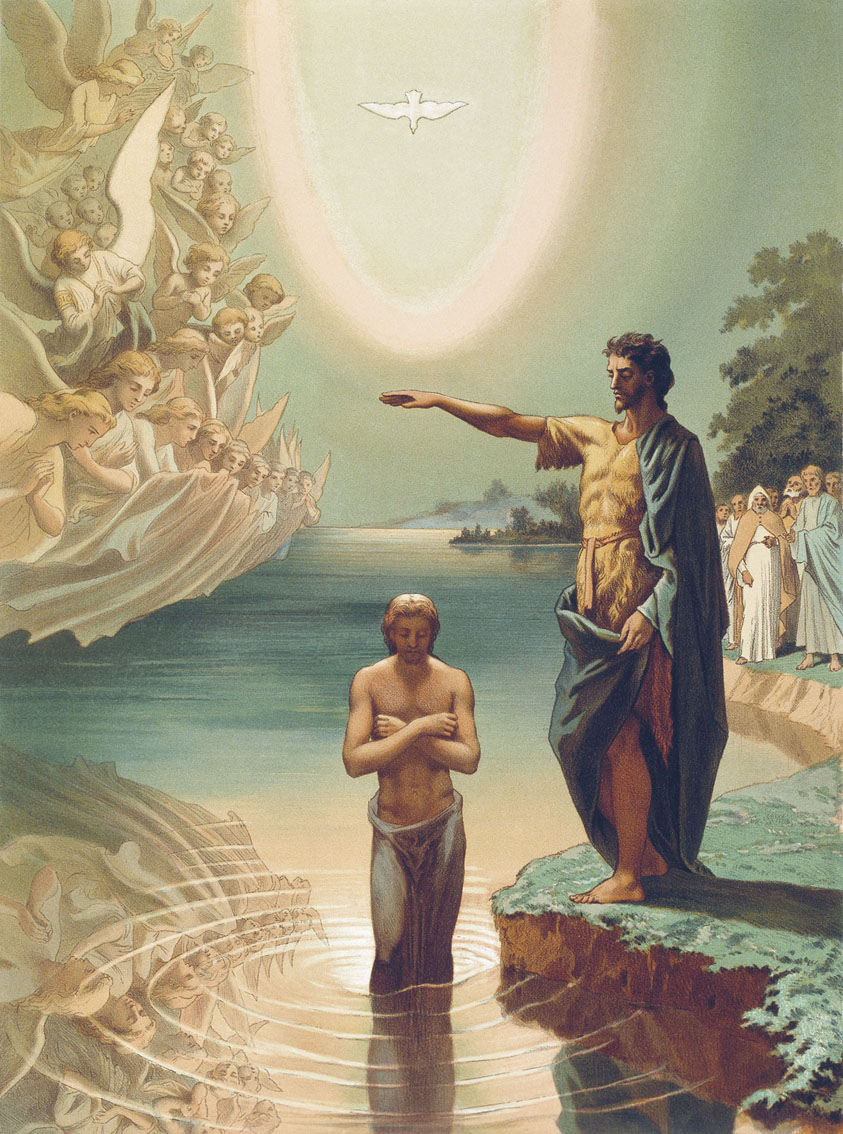
Chúa Giê-xu chịu báp-têm, bức ảnh do hoạ sĩ Nga Grigory Gagarin vẽ, khoảng năm 1840–1850.

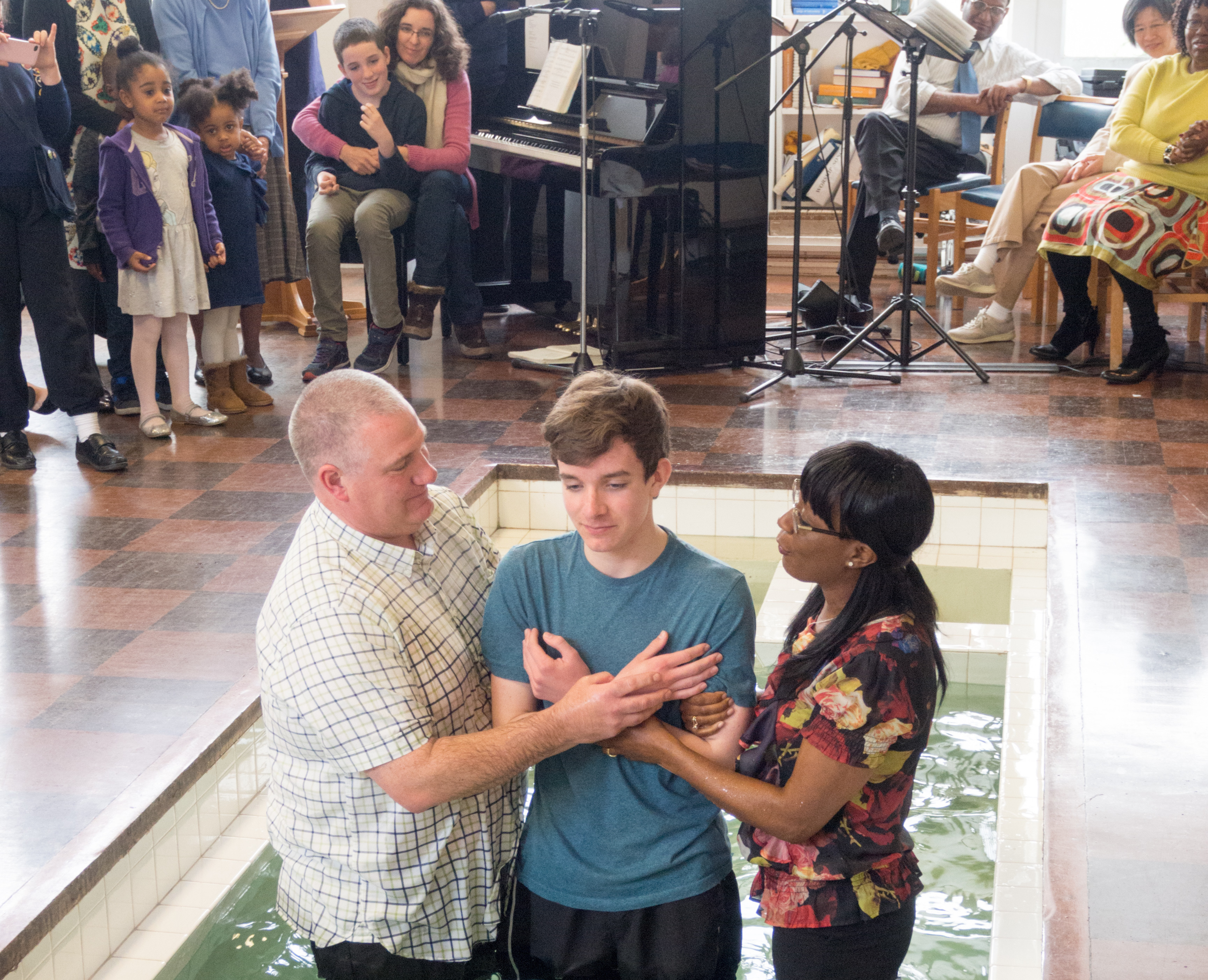
Thánh lễ Báp-têm của Hội Thánh Báp-tít Northolt Park, Anh Quốc theo nghi thức dìm ngập trong nước.

Trong Kinh Thánh Tân Ước, sách Tin Lành Giăng và Tin Lành Ma-thi-ơ có chép rằng:
- "Vừa khi chịu phép báp-têm rồi, Đức Chúa Jesus ra khỏi nước; bỗng chúc các từng trời mở ra, Ngài thấy Thánh Linh của Đức Chúa Trời ngự xuống như chim bồ câu, đậu trên Ngài." (Tin Lành Ma-thi-ơ 3:16)
- "Giăng cũng làm phép báp-têm tại Ê-nôn, gần Sa-lim, vì ở đó có nhiều nước, và người ta đến đặng chịu phép báp-têm." (Tin Lành Giăng 3:23)

Dựa trên những câu Kinh Thánh đó, các hệ phái như Hội Thánh Báp-tít và Hội Thánh Cơ Đốc Phục Lâm An tức nhật khẳng định rằng báp-têm đúng theo Kinh Thánh phải được thực hiện bằng cách dìm ngập toàn bộ cơ thể xuống nước. Họ kiên quyết bác bỏ phương thức báp-têm đổ nước và báp-têm rảy nước. Lí do chính là trong nguyên bản tiếng Hi Lạp của Tân Ước, từ “βάπτισμα” (báptisma) hay động từ “βάπτω/βαπτίζω” (bápto/baptízo) có nghĩa gốc là “nhấn chìm hoàn toàn”, không thể dịch theo bất kì nghĩa nào khác. Do đó, các hệ phái này tin rằng báp-têm phải thực hiện bằng cách dìm toàn thân xuống nước, đó là hình thức duy nhất phản ánh đúng ý nghĩa nguyên thuỷ của báp-têm trong Kinh Thánh. Họ cũng dựa vào lời phán của Chúa Giê-xu trong Kinh Thánh: “Quả thật, quả thật, ta nói cùng ngươi, nếu một người chẳng nhờ nước và Thánh Linh mà sanh, thì không được vào nước Đức Chúa Trời.” (Tin Lành Giăng 3:5), cho rằng báp-têm dìm ngập nước chính là hành vi bày tỏ đức tin công khai và là dấu hiệu đầu tiên để một người trở thành tín hữu trong hội thánh.
Hội Thánh Báp-tít và Hội Thánh Cơ Đốc Phục Lâm An tức nhật thiết lập các hồ báp-têm trong nhà thờ, giống như hồ nhỏ hoặc bồn tắm lớn, để thực hiện nghi thức báp-têm dìm ngập nước.
Chính giáo Đông phương từ lâu vẫn xem báp-têm dìm ngập nước là hình thức chuẩn mực truyền thống. Tuy nhiên, từ thời cận đại, do điều kiện cơ sở vật chất và hoàn cảnh thực tế, một số nhà thờ Đông Chính giáo đã chấp nhận báp-têm đổ nước và báp-têm rảy nước. Những năm gần đây, xu hướng khôi phục báp-têm dìm ngập nước đang phát triển. Tại Nhật Bản, một số nhà thờ thuộc Chính giáo hội Harisutosu Nhật Bản (en) đã bắt đầu thực hành báp-têm dìm mình cho những tín hữu có nguyện vọng. Tuy nhiên, do hạn chế về cơ sở vật chất, số nhà thờ có thể thực hiện hình thức này vẫn còn ít. Đối với trẻ sơ sinh, tại nhiều nhà thờ Chính giáo Nhật Bản, có sẵn các bồn báp-têm đủ lớn để nhấn chìm toàn bộ thân thể của em bé. Do đó, báp-têm dìm mình vẫn là phương thức phổ biến nhất dành cho trẻ sơ sinh trong Chính giáo Đông phương.
Công giáo La Mã ngày nay chủ yếu thực hiện báp-têm đổ nước hoặc báp-têm rảy nước. Tuy nhiên, có giả thuyết cho rằng trong thời kì đầu, Công giáo cũng thực hành báp-têm dìm mình. Theo một số tài liệu lịch sử, lí do Công giáo La Mã chuyển sang hình thức rảy nước có liên quan đến cuộc Thập tự chinh. Khi đó, các hiệp sĩ không có đủ thời gian và nguồn nước dồi dào để thực hiện báp-têm dìm mình, nên họ đã chọn cách rảy nước lên đầu thay thế. Dần dần, phương thức đó trở thành truyền thống trong Công giáo La Mã.
Tại Hàn Quốc và Trung Quốc, thay vì sử dụng thuật ngữ “Báp-têm” (Baptism), họ dùng từ Hán ngữ “浸礼” (Tẩm lễ – nghĩa là lễ nhấn chìm). 

## Thuật ngữ
Một số quan điểm cho rằng báp-têm dìm ngập nước đương nhiên hàm ý rằng toàn bộ cơ thể phải chìm hoàn toàn dưới mặt nước.
Một số khác lại phân biệt rõ giữa báp-têm toàn phần và báp-têm bán phần, do đó họ không xem việc mô tả một hình thức báp-têm nào đó là "báp-têm hoàn toàn dìm mình" là một điều dư thừa hoặc trùng lặp về mặt ý nghĩa.
Một nhóm quan điểm khác lại sử dụng thuật ngữ "báp-têm dìm ngập nước" để chỉ hình thức dìm một phần cơ thể, chẳng hạn như việc nhúng đầu vào nước hoặc đổ nước lên đầu của người đang đứng trong hồ báp-têm. Trong trường hợp này, để chỉ hình thức dìm ngập hoàn toàn xuống nước, họ sử dụng thuật ngữ submersion baptism.